# Gilbert Hottois
Gilbert Hottois (Brussel, 29 maart 1946 - 16 maart 2019) was een Belgisch filosoof.
Gilbert Hottois gaf les aan de Vrije Universiteit van Brussel en ook in Montreal. Hij heeft door grondige taalanalyse van de voornaamste filosofen van de 20e eeuw een theorie ontwikkeld die zegt dat de talige inflatie (gezwollenheid van het filosofisch discours) in de filosofie wordt veroorzaakt onder invloed van de technowetenschappelijke ontwikkeling.
Het TWOO (technowetenschappelijke ontwikkeling en onderzoek) heeft het alleenrecht verkregen op de buitentalige werkelijkheid en verandert deze werkelijkheid op een operatieve manier. Taal (symbolisch) en techniek (operatief) zijn in zoverre tegengesteld dat de techniek zich tot heden toe niet heeft kunnen inschrijven (of zich integreren) in de menselijke symbolische cultuur.
In zijn eerste werk bestudeerde Hottois de filosofie van Ludwig Wittgenstein.  Later behandelde hij ook Jacques Derrida en Martin Heidegger, met wiens negatieve visie op techniek hij het grondig oneens was.
Een van zijn voornaamste werken is zeer zeker "Le Signe et la Technique", een werk uit 1984. Een ander is "Entre Symboles et Technosciences" uit 1996. Hottois had een positieve visie op techniek. Hij baseerde zich hiervoor op Jacques Ellul, een protestantse socioloog die sinds 1954 boeken schrijft over het technische fenomeen, en op Gilbert Simondon, die een ware optimist was waar het de vorming van een technische cultuur betreft. Heidegger en Ellul werden door Hottois beschouwd als pessimisten. Zij geloven niet in de mogelijkheid van een technische cultuur.
Simondon geloofde dit wel, maar was al te optimistisch. Hottois pleitte voor een filosofische begeleiding van de technowetenschappelijke ontwikkeling en dat is ook wat hij deed : hij zetelde in bio-ethische commissies die een raadgevende functie hebben binnen de Europese Commissie. In 2001 publiceerde hij in samenwerking met 120 andere auteurs en specialisten de "Nouvelle encyclopédie de bioéthique", een waardige opvolger voor "Les mots de la bioéthique" uit de jaren 90. Het is hier dat de filosofische en pragmatische begeleiding van de technowetenschappen vorm vindt.
- Biblioteca Nacional de España: XX977195
- Bibliothèque nationale de France: cb11907761p (data)
- Catàleg d'autoritats de noms i títols de Catalunya: 981058513041406706
- International Standard Name Identifier: 0000 0001 0934 6436
- Library of Congress Control Number: n84095782
- Nationale Bibliotheek van Tsjechië: jn20000603018
- Nationale Bibliotheek van Israël: 987007381311005171
- Nederlandse Thesaurus van Auteursnamen: 068565127
- Istituto Centrale per il Catalogo Unico: MILV148850
- Système universitaire de documentation: 026924889
- Virtual International Authority File: 110462551
- WorldCat: E39PBJhGW8JvRbD3rfh9dwxYyd